# Eddie Colman
Edward Colman (Ordsall, Sallford, 1936. november 1. – München, 1958. február 6.) angol labdarúgó, 1955 és 1958 között a Manchester United játékosa volt. A müncheni légikatasztrófában vesztette életét.

## Pályafutása
Már az iskola befejezése előtt csatlakozott a Manchester Unitedhez, és 1952-től a klub ifjúsági csapataiban pallérozódott. Az 1955–1956-os szezon kezdetén szorította ki a csapatból Jeff Whitefootot, hogy aztán nagyszerű párost alkosson Duncan Edwards-szal a United középpályáján. A bajnokság végén bajnoki címet ünnepelhetett. A következő szezonban alapembere volt a címét megvédő, és a BEK-ben az elődöntőig jutó csapatnak. Ebben az idényben az FA-kupa döntőjébe is bejutottak, de ott az Aston Villa erősebbnek bizonyult.
Rövid pályafutása során 108 tétmérkőzésen lépett pályára a United első csapatában és két gólt szerzett, ezek közül az egyiket a Crvena zvezda elleni BEK-negyeddöntő visszavágóján Belgrádban. Erről a találkozóról utazott haza a csapat 1958. február 6-án, mikor a müncheni tankolás után bekövetkezett a tragédia.
21 évesen és 3 hónaposan ő volt a legfiatalabb a 23 halálos áldozat közül. Szülővárosában, Sallfordban az University of Salford egyetem róla nevezte el egyik kollégiumát. Eddie Colman sírja a Weaste temetőben található, ahol egy szobrot is állítottak, amit vandálok egy időben súlyosan megrongálták, így miután azt helyreállították, apja, Dick házában helyezték el. Dick Colman, 1986 októberében halt meg 76 éves korában, fia és Eddie anyja, Elizabeth mellé temették, aki 1971 novemberében, 62 évesen hunyt el. Egy manchesteri vállalkozás 27 dolgozóját azért bocsájtották el, mert részt vettek Colman temetésén, igaz ezt a határozatot gyorsan semmissé nyilvánították.

## Statisztika
| Klub              | Szezon   | Bajnokság     | Bajnokság | FA-kupa       | FA-kupa | Nemzetközi kupa | Nemzetközi kupa | Egyéb         | Egyéb | Összesen      | Összesen |
| Klub              | Szezon   | Pályára lépés | Gólok     | Pályára lépés | Gólok   | Pályára lépés   | Gólok           | Pályára lépés | Gólok | Pályára lépés | Gólok    |
| ----------------- | -------- | ------------- | --------- | ------------- | ------- | --------------- | --------------- | ------------- | ----- | ------------- | -------- |
| Manchester United |          |               |           |               |         |                 |                 |               |       |               |          |
| 1955–56           | 25       | 0             | 1         | 0             | 0       | 0               | 0               | 0             | 26    | 0             |          |
| 1956–57           | 36       | 1             | 6         | 0             | 8       | 0               | 1               | 0             | 51    | 1             |          |
| 1957–58           | 24       | 0             | 2         | 0             | 5       | 1               | 0               | 0             | 31    | 1             |          |
| Összesen          | Összesen | 85            | 1         | 9             | 0       | 13              | 1               | 1             | 0     | 108           | 2        |

## Sikerei, díjai
Manchester United
- Angol bajnok (2): 1955-56, 1956-57